# Бензидиновая перегруппировка
Бензидиновая перегруппировка — превращение 1,2-диарилгидразинов в 4,4'-диаминодиарилы, протекает по [5,5]-сигматропному механизму. Открыта Н. Н. Зининым в 1845 г. (перегруппировка 1,2-дифенилгидразина в бензидин).

## Бензидиновая и подобные перегруппировки
Бензидиновая перегруппировка осуществляется под действием сильных кислот, при этом основным продуктом являются 4,4'-диаминодиарилы (бензидины):
В реакции также образуются 2,2'- и 2,4'-диаминодифенилы (о-бензидины и дифенилины) и, при в случае наличия в исходных диарилгидразинов трудноотщепляемых заместителей в пара-положениях, 2- и 4-аминодифениламины.
На направление и скорость протекания бензидиновой группировки существенно влияет характер и положение заместителей в ароматическом кольце; в ходе реакции может также происходить отщепление заместителей, при этом легче всего отщепляются электронакцепторные заместители: легкость отщепления уменьшается в ряду SO3H, СО2Н > RC(O), Cl > OR; третичные N-амидные RC(O)NR, вторичные амино- NR2 и алкильные группы не отщепляются.
Бензидиновая перегруппировка может также идти и без кислотного катализа в инертных растворителях при 80-130°С (термическая бензидиновая перегруппировка), при этом увеличение полярности растворителя ведет к возрастанию скорости перегруппировки. Региоселективность термической бензидиновой перегруппировки ниже, чем катализируемой кислотами.
При наличии в двух пара-положениях бензольных колец гидразобензолов неотщепляющихся заместителей, делающих невозможной классическую бензидиновую группировку, происходит семидиновая (полубензидиновая) перегруппировка, ведущая к образованию производных 2-аминодифениламинов (семидинов). В случае, когда в исходном 1,2-дифенилгидразине занято только одно из пара-положений, то продуктом перегруппировки, в зависимости от природы заместителя, может быть 2,4'-диаминодифенил или семидин:

R= Hal, Alk, AlkO, NH2, NMe2

## Механизм реакции
Реакция является внутримолекулярной: в экспериментах по перегруппировке смесей двух различных гидразобензолов продуктами реакции являются соответствующие исходным гидразобензолам бензидины, продукты перекрестной перегруппировки не образуются. Это также подтверждается данными исследований кинетики, показавших, что реакция имеет первый порядок по реагирующему 1,2-диарилгидразину и второй — по ионам водорода:
V=k[1,2-диарилгидразин][H+]2
На начальной стадии реакции происходит протонирование обоих атомов азота гидразинового фрагмента 1,2-диарилгидразина, после чего интермедиат претерпевает [5,5]-сигматропную перегруппировку в промежуточно образующийся протонированный 4,4'-дииминодигексадиен, далее депротонирующийся в бензидин:

## Применение в органическом синтезе
Благодаря доступности 1,2-диарилгидразинов, которые могут быть легко синтезированы восстановлением диарилазосоединений, получающихся в реакциях азосочетания, бензидиновая перегруппировка применяется в синтезе разнообразных ароматических диаминов.